# NBA G League Draft
De NBA G League Draft is een jaarlijks terugkerende draft georganiseerd door de NBA G League en werd voor het eerst georganiseerd in 2001. Tijdens de draft stellen verschillende basketballers uit de wereld zich kandidaat om gekozen te worden door een ploeg uit de NBA G League.

## Geschiedenis
De draft heette tot 2005 de National Basketball Development League Draft (NBDL Draft) en daarna tot in 2017 de NBA Development League Draft. De huidige naam werd aangenomen in 2017. Naast de reguliere drafts werden er ook georganiseerd wanneer er een nieuwe ploeg bijkwam, de zogenaamde Expansion Drafts. In 2024 werd er ook voor het eerst een NBA G League International Draft gehouden.

## Eerste keuzes
| Jaar | Speler                                             | Ploeg                                              |
| ---- | -------------------------------------------------- | -------------------------------------------------- |
| 2001 | Chris Andersen                                     | Fayetteville Patriots                              |
| 2002 | Mikki Moore                                        | Roanoke Dazzle                                     |
| 2003 | Ken Johnson                                        | Huntsville Flight                                  |
| 2004 | Ricky Minard                                       | Columbus Riverdragons                              |
| 2005 | Andre Barrett                                      | Florida Flame                                      |
| 2006 | Corsley Edwards                                    | Anaheim Arsenal                                    |
| 2007 | Eddie Gill                                         | Colorado 14ers                                     |
| 2008 | Chris Richard                                      | Tulsa 66ers                                        |
| 2009 | Carlos Powell                                      | Albuquerque Thunderbirds                           |
| 2010 | Nick Fazekas                                       | Reno Bighorns                                      |
| 2011 | Jamaal Tinsley                                     | Los Angeles D-Fenders                              |
| 2012 | JaJuan Johnson                                     | Fort Wayne Mad Ants                                |
| 2013 | Grant Jerrett                                      | Tulsa 66ers                                        |
| 2014 | Robert Covington                                   | Grand Rapids Drive                                 |
| 2015 | Jeff Ayres                                         | Idaho Stampede                                     |
| 2016 | Anthony Brown                                      | Erie Bayhawks                                      |
| 2017 | Eric Stuteville                                    | Northern Arizona Suns                              |
| 2018 | Willie Reed                                        | Salt Lake City Stars                               |
| 2019 | Anthony Lawrence II                                | Northern Arizona Suns                              |
| 2020 | Werd door covidcrisis pas gehouden in januari 2021 | Werd door covidcrisis pas gehouden in januari 2021 |
| 2021 | Admiral Schofield                                  | Greensboro Swarm                                   |
| 2021 | Shamorie Ponds                                     | Delaware Blue Coats                                |
| 2022 | Sam Merrill                                        | Cleveland Charge                                   |
| 2023 | Jack White                                         | Texas Legends                                      |
| 2024 | Matt Ryan                                          | Westchester Knicks                                 |
| 2025 |                                                    |                                                    |